# Zwartkeelprinia
De zwartkeelprinia (Prinia atrogularis) is een zangvogel uit de familie Cisticolidae. De vogel werd in 1854 geldig beschreven door de Britse dierkundige Frederic Moore als Suya atrogularis.

## Kenmerken
De vogel is 14 tot 16 cm lang. Deze prinia heeft een lange staart, is van boven bruin en bleek lichtgrijs op de buik. In de broedtijd hebben volwassen vogels een opvallende witte baardstreep contrasterend met een zwarte keel en borst.

## Verspreiding en leefgebied
De soort komt voor in de oostelijke Himalaya en zuidwestelijk China. De leefgebieden liggen in half open landschappen, bosranden en terrein met struikgewas op hoogten tussen de 600 en 2800 meter boven zeeniveau.

## Status
Men vermoedt dat de populatie-aantallen stabiel zijn omdat er geen aanwijzingen zijn dat er substantiële bedreigingen. Daarom staat de vogel als niet bedreigd op de rode lijst van de IUCN.